# Poa diversifolia
Poa diversifolia là một loài thực vật có hoa trong họ Hòa thảo. Loài này được (Boiss. & Bal.) Hack. ex Boiss. miêu tả khoa học đầu tiên năm 1884.